# Francesc Bayarri i Moreno
Francesc Bayarri (Almàssera, L'Horta, 1961) és un periodista i escriptor valencià.
Francesc Bayarri fou el primer cap d'informatius de Ràdio Nou, i anteriorment va treballar un any en Radiocadena. Però la seua activitat professional s'ha centrat en la premsa escrita: Noticias al Día, Levante-EMV i El País. Fins a 2024 ha sigut cap de premsa de la Universitat de València. Ha escrit les novel·les L'avió del migdia, premi València de narrativa en 2001; Febrer; Cita a Sarajevo, premi dels Escriptors Valencians 2007; València sic transit (2016),editades per la Companyia Austrohongaresa de Vapors; i Matar Joan Fuster (i altres històries), publicada en 2018 per la Companyia Austrohongaresa de Vapors. Cita a Sarajevo està traduïda al castellà i a l'anglès.
També ha traduït la biografia Amado Granell. El valencià que va alliberar París, de Cyril Garcia; i La Barraca, de Vicent Blasco Ibáñez, totes dues editades per la Companyia Austrohongaresa de Vapors en 2016.
Ha participat en els llibres col·lectius Nosaltres, exvalencians i País Valencià. Segle XXI. Vint-i-una reflexions crítiques. Durant una dècada va ser secretari de la Unió de Periodistes Valencians. Formava part de la junta directiva de Valencians pel Canvi, plataforma cívica creada el 1999.
Amb la seua filla Anna, impulsa l'editorial Companyia Austrohongaresa de Vapors.

## Obra

### Novel·les
- L'avió del migdia, 2002[8]
- Febrer, 2004[8]
- Cita a Sarajevo, 2006[8]
- València sic transit, 2016

### Estudis i assaigs
- Nosaltres exvalencians (obra col·lectiva), 2005[8]
- Matar Joan Fuster (i altres històries), 2018[4]

### Traduccions
- Amado Granell. El valencià que va alliberar París (Cyril Garcia), 2016. Trad. del francés[4]
- La barraca (V. Blasco Ibáñez), 2017. Trad. del castellà[4]